# Cheo Himal
Der Cheo Himal ist ein 6820 m hoher Gipfel im Himalaya an der Grenze zwischen Nepal und Tibet.
Der Cheo Himal befindet sich im Peri Himal. Ein Berggrat führt vom Cheo Himal nach Westen zum 3 km entfernten Himlung Himal.
An seiner Südflanke erstreckt sich der Thochegletscher.

## Besteigungsgeschichte
1990 versuchte der Brite Alan Burgess die Erstbesteigung des Cheo Himal. Auf dem Südostgrat auf einer Höhe von 6250 m stürzte Dawa Wangchu Sherpa 800 Meter in die Tiefe. Daraufhin wurde der Besteigungsversuch abgebrochen.
Die Erstbesteigung des Cheo Himal gelang schließlich im Folgejahr einer japanisch-nepalesischen Expedition.
Am 13. Oktober 1992 erreichte der Japaner Shigeki Imoto gemeinsam mit den Nepalesen Tshering Sherpa, Ful Bahadur Rai und Dambar Bahadur Gurung den Gipfel. Die Aufstiegsroute führte über den Südostgrat zum Gipfel.